# Sehlen (Gemünden)
Sehlen ist ein Stadtteil von Gemünden (Wohra) im nordhessischen Landkreis Waldeck-Frankenberg.

## Geographie
Der Ort liegt an der Schweinfe in der Buntstruth zwischen Kellerwald und Burgwald in Nordhessen. Im Ort treffen sich die Landesstraßen 3073 und 3077.

## Geschichte

### Burg Donisse
Die Donisse oder Burg Sehlen liegt östlich außerhalb des Ortes auf einer Kuppe und ist eine verschwundene Burg, deren Entstehung vermutlich in das 9. Jahrhundert zurückgeht. Es sind nur Reste des Turmhügels, Wälle und Gräben zu erkennen. Die Burganlage wurde teilweise durch einen Steinbruch zerstört. Die Flur ist als Naturschutzgebiet Donisse ausgewiesen.

### Ortsgeschichte
Bereits aus der Steinzeit sind Spuren menschlicher Siedlungen bekannt, archäologische Funde im Naturschutzgebiet Donisse belegen dies. Die älteste bekannte schriftliche Erwähnung von Sehlen erfolgte unter dem Namen Saláha, in alio loco (zum Lahngau gehörig) im Codex Eberhardi und wird in die Zeit 750–779 datiert. Salaha ist ein keltischer Name und bedeutet Herrenhof/Heiligtum am Wasser.
Vor mehr als 1.000 Jahren war Sehlen als Gerichtsort Mittelpunkt der gesamten „Bunstruth“. Bis zur Auflösung des Amtes war Sehlen Sitz des Amtes Bunstruth. Ab dem Jahr 1577 gehört Sehlen zum Amt Rosenthal. Ein Mannlehenverzeichnis des Stiftes Wetter aus dem 12. Jahrhundert erwähnt Güter des Stifts in „Selen“. 1919 wurde das 1593 errichtete Rathaus mit Untergericht wegen Baufälligkeit abgerissen.
Einen Bahnanschluss an die geplante Verlängerung der Kellerwaldbahn von Gemünden nach Frankenberg verpasste Sehlen mit dem Ende des verlorenen Ersten Weltkrieges, denn die begonnenen Bauarbeiten wurden nicht mehr fortgesetzt.
Hessische Gebietsreform (1970–1977)
Zum 31. Dezember 1971 wurden im Zuge der hessischen Gebietsreform die bis dahin selbständigen Gemeinden Grüsen, Herbelhausen, Lehnhausen und Sehlen auf freiwilliger Basis nach Gemünden an der Wohra eingegliedert. Für Sehlen wurde wie für die übrigen Stadtteile ein Ortsbezirk mit Ortsbeirat und Ortsvorsteher gebildet.

### Bevölkerung
Einwohnerstruktur 2011
Nach den Erhebungen des Zensus 2011 lebten am Stichtag dem 9. Mai 2011 in Sehlen 231 Einwohner. Darunter waren 3 (1,3 %) Ausländer.
Nach dem Lebensalter waren 33 Einwohner unter 18 Jahren, 102 waren zwischen 18 und 49, 51 zwischen 50 und 64 und 45 Einwohner waren älter.
Die Einwohner lebten in 90 Haushalten. Davon waren 21 Singlehaushalte, 21 Paare ohne Kinder und 36 Paare mit Kindern, sowie 9 Alleinerziehende und keine Wohngemeinschaften. In 12 Haushalten lebten ausschließlich Senioren und in 57 Haushaltungen leben keine Senioren/-innen.
Einwohnerentwicklung
 Quelle: Historisches Ortslexikon
- 1530: 12 wehrhafte und 6 unwehrhafte Männer
- 1577: 26 Hausgesesse
- 1747: 24 Haushaltungen

| Sehlen: Einwohnerzahlen von 1834 bis 2022 | Sehlen: Einwohnerzahlen von 1834 bis 2022 | Sehlen: Einwohnerzahlen von 1834 bis 2022 | Sehlen: Einwohnerzahlen von 1834 bis 2022 | Sehlen: Einwohnerzahlen von 1834 bis 2022 |
| --- | ----------------------------------------- | ----------------------------------------- | ----------------------------------------- | ----------------------------------------- |
| Jahr |                                           |                                           |                                           | Einwohner                                 |
| 1834 | 1834                                      |                                           | 272                                       | 272                                       |
| 1840 | 1840                                      |                                           | 267                                       | 267                                       |
| 1846 | 1846                                      |                                           | 241                                       | 241                                       |
| 1852 | 1852                                      |                                           | 252                                       | 252                                       |
| 1858 | 1858                                      |                                           | 225                                       | 225                                       |
| 1864 | 1864                                      |                                           | 230                                       | 230                                       |
| 1871 | 1871                                      |                                           | 218                                       | 218                                       |
| 1875 | 1875                                      |                                           | 224                                       | 224                                       |
| 1885 | 1885                                      |                                           | 224                                       | 224                                       |
| 1895 | 1895                                      |                                           | 240                                       | 240                                       |
| 1905 | 1905                                      |                                           | 227                                       | 227                                       |
| 1910 | 1910                                      |                                           | 239                                       | 239                                       |
| 1925 | 1925                                      |                                           | 225                                       | 225                                       |
| 1939 | 1939                                      |                                           | 250                                       | 250                                       |
| 1946 | 1946                                      |                                           | 379                                       | 379                                       |
| 1950 | 1950                                      |                                           | 365                                       | 365                                       |
| 1956 | 1956                                      |                                           | 273                                       | 273                                       |
| 1961 | 1961                                      |                                           | 250                                       | 250                                       |
| 1967 | 1967                                      |                                           | 277                                       | 277                                       |
| 1970 | 1970                                      |                                           | 287                                       | 287                                       |
| 1980 | 1980                                      |                                           | ?                                         | ?                                         |
| 1990 | 1990                                      |                                           | ?                                         | ?                                         |
| 2000 | 2000                                      |                                           | ?                                         | ?                                         |
| 2009 | 2009                                      |                                           | 257                                       | 257                                       |
| 2011 | 2011                                      |                                           | 231                                       | 231                                       |
| 2020 | 2020                                      |                                           | 238                                       | 238                                       |
| 2022 | 2022                                      |                                           | 241                                       | 241                                       |
| Datenquelle: Historisches Gemeindeverzeichnis für Hessen: Die Bevölkerung der Gemeinden 1834 bis 1967. Wiesbaden: Hessisches Statistisches Landesamt, 1968. Weitere Quellen: LAGIS; Stadt Gemünden; Zensus 2011 |                                           |                                           |                                           |                                           |

Religionszugehörigkeit
| • 1885: | 224 evangelische (= 100 %) Einwohner                              |
| • 1961: | 215 evangelische (= 86,00 %), 19 katholische (= 7,60 %) Einwohner |